# Острів Кодзу
О́стрів Ко́дзу або Ко́дзусіма (яп. 神津島, こうづしま, МФА: [koːd͡zuɕima], «Божественний острів») — острів вулканічного походження в західній частині Тихого океану. Складова групи островів Ідзу, один з семи найбільших островів групи. Належить селу Кодзусіма області Осіма префектури Токіо, Японія. Віддалений від столиці на 187 км. Станом на 2007 рік площа острова становила 18,87 км², населення — 1914 осіб; довжина — 8 км, ширина — 4 км. В центрі острова лежить вулкан Тендзьо, висотою 574 м, останні виверження якого зафіксовані в 832 і 838 роках. Схили вулкану покриті камеліями та низькорослими субтропічними рослинами. У підніжжя розташовані ставки Фудо й Тійо. На вершині вулкану ьере початок струмок Кодзу, що протікає центральною частиною села й впадає у Тихий океан. Берег скелястий і важкодоступний. В районах заток Міура й Тако розташовані природні берегові печери, найбільшою з яких є Камаґасіта. Назва острова походить від легенди, за якою на ньому проходила рада синтоїстських божеств на чолі з Котосіронусі. Засновником острова вважається бог Моноїміна, який вшановується в місцевому святилищі Моноїміна. Острів є складовою Національного парку Фудзі-Хаконе-Ідзу.

## Галерея

Острів Кодзу на карті островів Ідзу